# 亚略洗礼堂

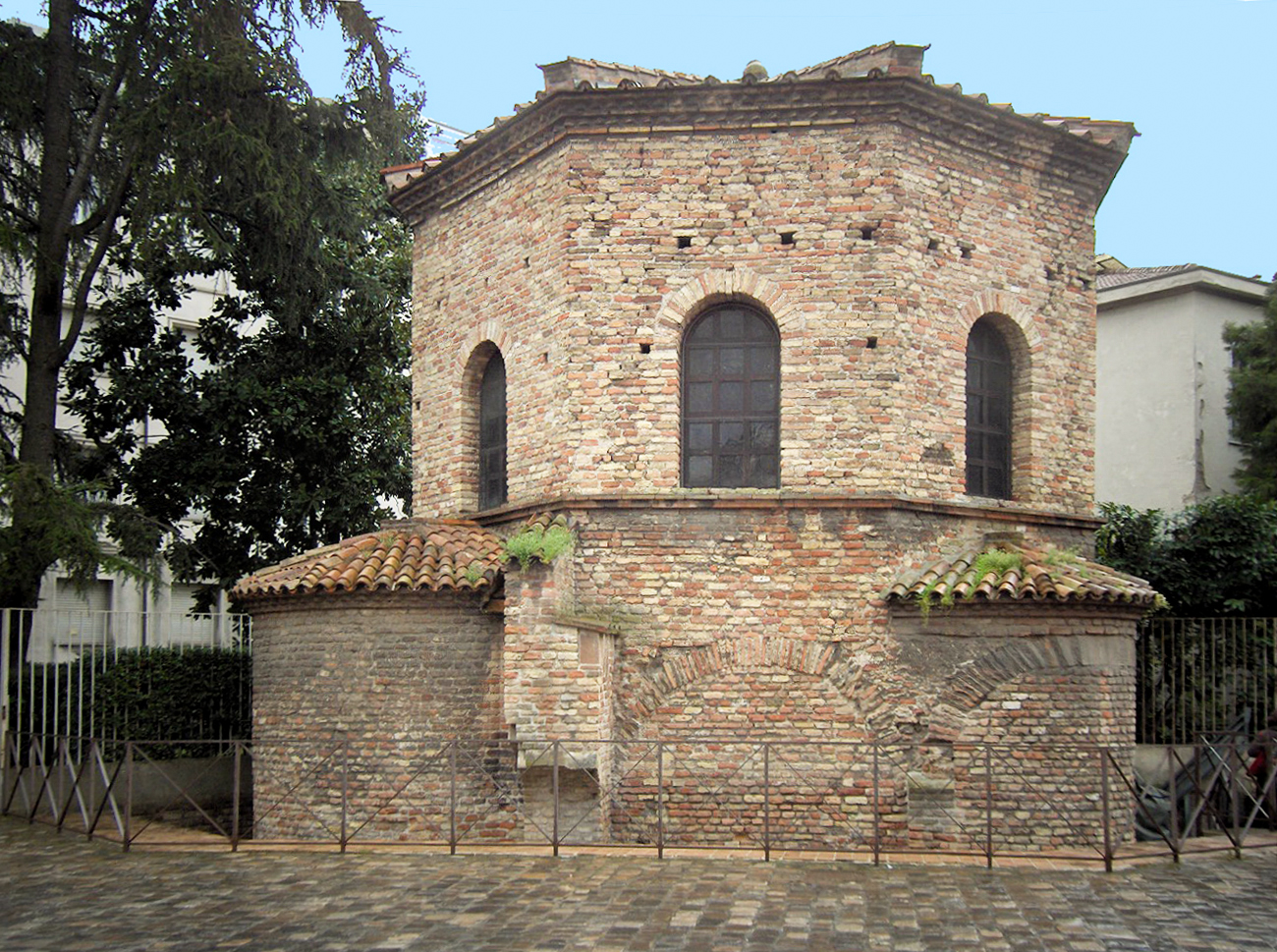
亚略洗礼堂

亚略洗礼堂（義大利語：Battistero degli Ariani）位于意大利拉文纳，由东哥德国王狄奥多里克大帝建于五世纪末六世纪初。狄奥多里克是一个亞流派信徒，让哥特人（亚流派）和拉丁人（正统派）分别住在不同的街区，有不同的教堂。亚流派教堂名为“神圣复活堂”，靠近王宫，在526年改为天主教圣刁多禄堂，现名圣神堂。

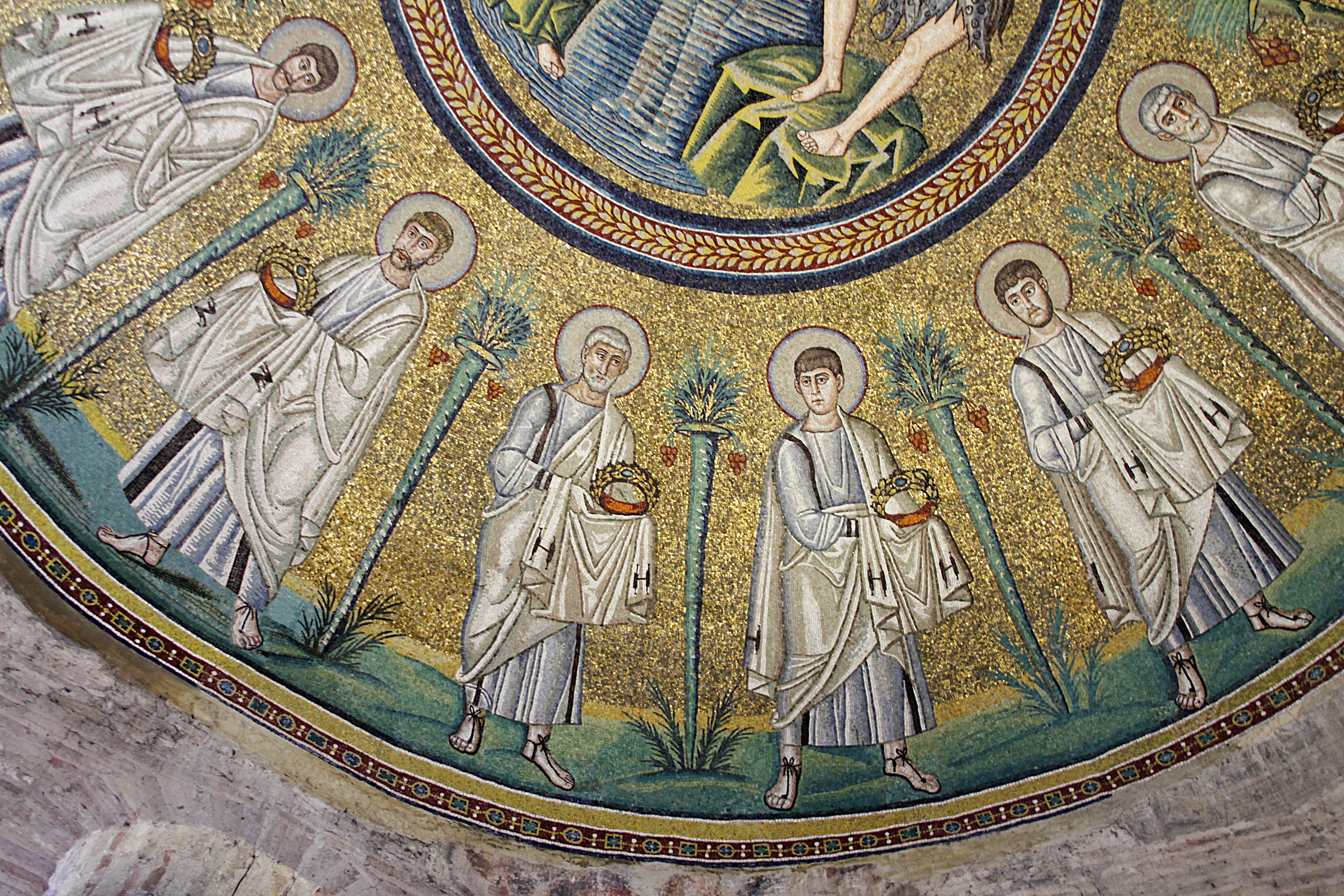
马赛克

亚略洗礼堂为八角形，穹顶马赛克描绘施洗约翰在约旦河为耶稣施行洗礼。
亚略洗礼堂是拉文纳列为世界遗产的八座建筑之一。